# Puchar Niemiec w piłce nożnej (1936)
Puchar Niemiec w piłce nożnej mężczyzn 1936 lub Puchar Tschammera 1936 – 2. edycja rozgrywek mających na celu wyłonienie zdobywcy Pucharu Niemiec. Trofeum wywalczył VfB Leipzig. Finał został rozegrany na Stadionie Olimpijskim w Berlinie.

## Plan rozgrywek
Rozgrywki szczebla centralnego składały się z 6 części:
- Pierwsza runda: 7 lipca–16 sierpnia 1936 roku
- Druga runda: 22 lipca–23 sierpnia 1936 roku
- Trzecia runda: 5–20 września 1936 roku
- Ćwierćfinał: 25 października–8 listopada 1936 roku
- Półfinał: 8–22 listopada 1936 roku
- Finał: 3 stycznia 1937 roku na Stadionie Olimpijskim w Berlinie

## Pierwsza runda
Mecze zostały rozegrane w okresie 7 lipca–16 sierpnia 1936 roku.
| Drużyna 1                | Wynik      | Drużyna 2                    |
| ------------------------ | ---------- | ---------------------------- |
| FC Pforzheim             | 7:0        | FK Pirmasens                 |
| FC Schweinfurt 05        | 4:0        | FC Hanau 93                  |
| SV Algermissen           | 1:4        | Werder Brema                 |
| BC Hartha                | 8:0        | Wacker Halle                 |
| Cherusker Görlitz        | 1:2        | Berliner SV                  |
| CSC Kassel               | 1:2        | Polizei Chemnitz             |
| Altona 93                | 3:5        | Wacker Berlin                |
| Bayern Monachium         | 3:4        | SSV Ulm                      |
| Freiburger FC            | 2:0        | Kickers Offenbach            |
| Hertha Berlin            | 3:2        | Eimsbütteler TV              |
| Holstein Kilonia         | 1:2 (dog.) | Polizei Lübeck               |
| CfR Köln                 | 0:0 (dog.) | SSV Vingst                   |
| MSV von der Goltz Tilsit | 0:2        | Hindenburg Allenstein        |
| Preußen Langenbielau     | 2:7        | Vorwärts-Rasensport Gleiwitz |
| SpVgg Röhlinghausen      | 2:1        | Arminia Bielefeld            |
| Stuttgarter Kickers      | 0:1        | TSV 1860 Monachium           |
| SuSV Beuthen 1909        | 3:2        | Minerva Berlin               |
| SportVg Feuerbach        | 5:2        | Karlsruher FC Phönix         |
| VfB Leipzig              | 5:0        | SV Jena                      |
| VfB Peine                | 2:0        | Hannover 96                  |
| VfL Benrath              | 2:0        | Rheydter SV                  |
| SpVgg Klafeld-Geisweid   | 2:1        | Fortuna Düsseldorf           |
| VfvB Ruhrort             | 2:5        | Schalke Gelsenkirchen        |
| Victoria Hamburg         | 6:1        | SV Dessau 05                 |
| Viktoria Stolp           | 6:0        | Preußen Danzig               |
| Wacker Marktredwitz      | 0:1        | VfB Stuttgart                |
| Wormatia Worms           | 3:2 (dog.) | VfB Friedberg                |
| Rot-Weiss Oberhausen     | 7:0        | SV ASA Atsch                 |
| FC Nürnberg              | 7:0        | Planitzer SC                 |
| SV Flörsheim             | 0:1        | Waldhof Mannheim             |
| Viktoria Berlin          | 1:0        | Wacker Leipzig               |
| Westmark Trewir          | 3:1        | FV Saarbrücken               |

### Mecze powtórzone
| Drużyna 1  | Wynik | Drużyna 2 |
| ---------- | ----- | --------- |
| SSV Vingst | 8:3   | CfR Köln  |

## Druga runda
Mecze zostały rozegrane w okresie 22 lipca–23 sierpnia 1936 roku.
| Drużyna 1                    | Wynik      | Drużyna 2              |
| ---------------------------- | ---------- | ---------------------- |
| FC Schweinfurt 05            | 5:2        | SportVg Feuerbach      |
| Berliner SV                  | 4:1        | SuSV Beuthen 1909      |
| Schalke Gelsenkirchen        | 2:0        | SpVgg Röhlinghausen    |
| Polizei Chemnitz             | 5:2        | Viktoria Berlin        |
| SSV Ulm                      | 3:0        | Freiburger FC          |
| Hindenburg Allenstein        | 2:1        | Viktoria Stolp         |
| Polizei Lübeck               | 1:3        | Hertha Berlin          |
| Waldhof Mannheim             | 6:0        | SpVgg Klafeld-Geisweid |
| TSV 1860 Monachium           | 3:3 (dog.) | FC Pforzheim           |
| VfB Peine                    | 1:0        | BC Hartha              |
| VfL Benrath                  | 3:2        | FC Nürnberg            |
| Vorwärts Rasensport Gleiwitz | 2:2 (dog.) | VfB Leipzig            |
| Wacker Berlin                | 5:4        | Victoria Hamburg       |
| Werder Brema                 | 3:2 (dog.) | Rot-Weiss Oberhausen   |
| Westmark Trewir              | 0:1        | VfB Stuttgart          |
| Wormatia Worms               | 11:1       | SSV Vingst             |

### Mecze powtórzone
| Drużyna 1    | Wynik | Drużyna 2                    |
| ------------ | ----- | ---------------------------- |
| FC Pforzheim | 2:0   | TSV 1860 Monachium           |
| VfB Leipzig  | 3:0   | Vorwärts Rasensport Gleiwitz |

## Trzecia runda
Mecze zostały rozegrane w okresie 5–20 września 1936 roku.
| Drużyna 1             | Wynik      | Drużyna 2             |
| --------------------- | ---------- | --------------------- |
| VfB Stuttgart         | 0:0 (dog.) | Schalke Gelsenkirchen |
| SSV Ulm               | 2:4        | FC Schweinfurt 05     |
| FC Pforzheim          | 1:2        | Wormatia Worms        |
| Hindenburg Allenstein | 1:3        | VfB Peine             |
| Wacker Berlin         | 1:3        | Werder Brema          |
| Polizei Chemnitz      | 0:1        | Waldhof Mannheim      |
| Hertha Berlin         | 1:1 (dog.) | VfL Benrath           |
| VfB Leipzig           | 2:0        | Berliner SV           |

### Mecze powtórzone
| Drużyna 1             | Wynik | Drużyna 2     |
| --------------------- | ----- | ------------- |
| Schalke Gelsenkirchen | 6:0   | VfB Stuttgart |
| VfL Benrath           | 8:2   | Hertha Berlin |

## Ćwierćfinały
Mecze zostały rozegrane w okresie 25 października–8 listopada 1936 roku.
| Drużyna 1        | Wynik      | Drużyna 2             |
| ---------------- | ---------- | --------------------- |
| Werder Brema     | 2:5 (dog.) | Schalke Gelsenkirchen |
| Waldhof Mannheim | 1:2        | FC Schweinfurt 05     |
| Wormatia Worms   | 3:3 (dog.) | VfL Benrath           |
| VfB Peine        | 2:4        | VfB Leipzig           |

### Mecze powtórzone
| Drużyna 1   | Wynik | Drużyna 2      |
| ----------- | ----- | -------------- |
| VfL Benrath | 2:3   | Wormatia Worms |

## Półfinały
Mecze zostały rozegrane 8 i 22 listopada 1936 roku.
| Drużyna 1             | Wynik | Drużyna 2         |
| --------------------- | ----- | ----------------- |
| Schalke Gelsenkirchen | 3:2   | FC Schweinfurt 05 |
| VfB Leipzig           | 5:1   | Wormatia Worms    |

## Finał
| 3 stycznia 1937 | VfB Leipzig · May 21' · Gabriel 32' | 2:1Raport | Schalke Gelsenkirchen · 42' Kalwitzki | Stadion Olimpijski, Berlin Widzów: 70 000 Sędzia: Egon Zacher (Berlin) |
|                 |                                     |           |                                       |                                                                        |

| VFB LEIPZIG:   |   |                  |
|                |   |                  |
| BR             | 1 | Bruno Wöllner    |
| OB             |   | Erich Dobermann  |
| OB             |   | Rudolf Große     |
| PO             |   | Gerhard Richter  |
| PO             |   | Erich Thiele     |
| PO             |   | Walter Jähnig    |
| NA             |   | Hans Breidenbach |
| NA             |   | Martin Schön     |
| NA             |   | Jacob May        |
| NA             |   | Georg Reichmann  |
| NA             |   | Herbert Gabriel  |
| Trener:        |   |                  |
| Heinrich Pfaff |   |                  |

| SCHALKE GELSENKIRCHEN: |   |                    |
|                        |   |                    |
| BR                     | 1 | Hermann Mellage    |
| OB                     |   | Hans Bornemann     |
| OB                     |   | Otto Schweisfurth  |
| PO                     |   | Rudolf Gellesch    |
| PO                     |   | Hermann Nattkämper |
| PO                     |   | Otto Tibulski      |
| NA                     |   | Ernst Kalwitzki    |
| NA                     |   | Fritz Szepan       |
| NA                     |   | Ernst Poertgen     |
| NA                     |   | Ernst Kuzorra      |
| NA                     |   | Ernst Sontow       |
| Trener:                |   |                    |
| Hans Schmidt           |   |                    |

| Puchar Niemiec w piłce nożnej 1936 Zwycięzcy |
| -------------------------------------------- |
| VfB Leipzig 1. Tytuł                         |

## Statystyki
Najlepsi strzelcy
| Piłkarz        | Gole | Zespół                |
| -------------- | ---- | --------------------- |
| Hermann Budde  | 7    | VfL Benrath           |
| Ernst Poertgen | 7    | Schalke Gelsenkirchen |
| Karl Hohmann   | 6    | VfL Benrath           |
| Erwin Helmchen | 6    | Polizei Chemnitz      |
| Josef Fath     | 6    | Wormatia Worms        |